# Адријано Паолучи
Адријано Паолучи (ит. Adriano Paolucci; Рим, 11. фебруар 1979) је италијански одбојкаш. Висок је 190 cm и игра на позицији техничара у Сир Сејфти Перуђи.

## Играчка каријера

### Клупска каријера
Адријано Паолучи је професионалну каријеру започео у родном граду, у ком је, од 1997. до 2002. играо за Рому Волеј, са којом је, у сезони 1999/00. био првак Италије и побједник тадашњег Купа ЦЕВ. Ипак, сам Паолучи, због жестоке конкуренције, у виду легендарног Паола Тофолија, није добијао много прилика да се искаже, па је 2002. напустио Рим.
У наредних једанаест сезона ће, играјући за осам тимова, провести свега двије и по године у елитном рангу. Екипе за које је наступао су: Канадиенс Верона (од септембра до децембра 2002), Реима Крема Сангас (2002 - 2003), Саленто д'амаре Тавијано (2003 - 2006), Монини Сполето (2006 - 2007), Кастелана Гроте (2007 - 2008), Канадиенс Мантова (2008 - 2009), М. Рома Волеј (2009 - 2012) и Аргос Сора (2012 - 2013).
Од 2013. је стандардни првотимац Сир Сејфти Перуђе, једне од најквалитетнијих италијанских екипа.

### Репрезентативна каријера
Дугогодишње таворење у Серији А2 је Паолучија удаљило од репрезентативног дреса. Ипак, добре партије које пружа у Сир Сејфти Перуђи нијесу могле остати незапажене, па му је селектор Беруто указао велику част тиме што га је, као тридесет шестогодишњака, уврстио на шири списак играча за наступ у Свјетској лиги 2015.